# ミツコ感覚
『ミツコ感覚』（ミツコかんかく）は、2011年製作の日本映画。12月17日よりテアトル新宿ほか全国順次公開。脚本・監督は山内ケンジ。英語表記は『BEING MITSUKO』。第27回ワルシャワ国際映画祭インターナショナル・コンペティション部門にノミネート。

## キャスト
- 初音映莉子
- 石橋けい
- 古舘寛治
- 三浦俊輔
- 山本裕子
- 永井若葉
- 金谷真由美
- 岡部たかし
- 金子岳憲
- 本村壮平
- 端田新菜
- 木之内頼仁
- 安澤千草
- ふじきみつ彦
- 菅原直樹

## スタッフ
- 脚本・監督：山内ケンジ
- 製作：小佐野保
- プロデューサー：木村大助
- 撮影：橋本清明
- 照明：清水健一
- 美術：原田恭明
- 装飾：三浦伸一
- スタイリスト：加藤和恵
- ヘアメイク：陽(akira)
- 録音・整音：木野武
- 音響効果：森木由美
- 編集：山内ケンジ・河野斉彦
- 助監督：井川浩哉
- ライン・プロデューサー：石塚正悟
- 音楽：L.ベートーヴェン・D.スカルラッティ・A.モーツァルト・大城静乃
- 制作：ギークサイト
- 企画・製作・配給：ギークピクチュアズ

2011年／日本／106分／35mm／カラー／アメリカンビスタ／DTSステレオ

## DVD
- 発売日：2013年７月５日
- 発売元：ギークピクチュアズ／スタイルジャム
- 販売元：スタイルジャム
- 収録時間：本編106分＋特典映像約50分